# Субочев, Александр Михайлович
Алекса́ндр Миха́йлович Субочев (3 января 1931 — 21 ноября 2015) — передовик советского машиностроения, бригадир слесарей Людиновского тепловозостроительного завода Министерства тяжёлого, энергетического и транспортного машиностроения СССР, Герой Социалистического Труда (1971).

## Биография
Родился в деревне Марфино Угодско-Заводского района Московской области (ныне Жуковского района Калужской области). Во время войны воспитывался в детском доме. В 1946—1947 годах учился в Калужском специальном ремесленном училище № 20, потом в ремесленном училище № 2 города Людиново.
Получил специальность слесаря по ремонту станков и был направлен на Людиновский локомобилестроительный (позднее — тепловозостроительный) завод в котельно-сварочный цех. С 1957 года — бригадир слесарей-сборщиков, работал в этой должности до 1991 года.
Указом Президиума Верховного Совета СССР от 5 апреля 1971 года Александру Михайловичу Субочеву присвоено звание Героя Социалистического Труда. Также награждён орденом «Знак Почёта» (09.07.1966).
Избирался депутатом Людиновского горсовета, членом ЦК профсоюза тяжёлого транспортного машиностроения, делегатом XVII съезда профсоюзов.
Почётный гражданин города Людиново.